# Acianthera viridis
Acianthera viridis é  uma espécie de orquídea (Orchidaceae) que existe no Equador, antigamente subordinada ao gênero Pleurothallis.

## Publicação e sinônimos
- Acianthera viridis (Luer & Hirtz) Luer, Monogr. Syst. Bot. Missouri Bot. Gard. 95: 254 (2004).

Sinônimos homotípicos:
- Pleurothallis viridis Luer & Hirtz, Lindleyana 11: 194 (1996)..